# Oponthoud
Oponthoud is een hoorspel van Paul Hengge. Durchreise werd op 6 februari 1957 door de RIAS (Rundfunk im amerikanischen Sektor Berlins) uitgezonden. Wim Bary vertaalde het en de KRO zond het uit op zondag 23 oktober 1966 (met een herhaling op woensdag 3 januari 1996). De regisseur was Léon Povel. De uitzending duurde 53 minuten.

## Rolbezetting
- Hans Veerman (George)
- Jeanne Verstraete (Eva)
- Donald de Marcas (een ober)
- Joke van den Berg (de stem van een speaker op het vliegveld)
- Alex Faassen jr. (een bediende)
- Hans Karsenbarg (Günther)
- Harry Emmelot (een koetsier & taxichauffeur)

## Inhoud
De romance begon zes jaar geleden, toen Eva tegenover de Amerikaanse sterreporter George Bearfield zat in het restaurant op de luchthaven van een Duitse stad. Toen was ze een bloedjonge studente. De jonge levenslustige Amerikaan, die wat rondzwierf in Europa en een beroemde journalist wilde worden, was voor haar de grote belevenis. Nog één keer zagen ze elkaar terug. Dat was vijf jaar geleden. Dan verloren ze elkaar uit het oog. George, intussen medewerker bij een voorname krant, was voortdurend op reis. Eva schreef hem nog enkele brieven, maar slechts één keer kwam nog een korte groet. Nu, zes jaar na de eerste ontmoeting, zitten ze weer plots tegenover elkaar. De herinneringen worden levendig. Het is alsof het gisteren gebeurde en alsof het woord nog steeds gezegd kan worden waarop Eva jarenlang tevergeefs heeft gewacht. Maar het woord wordt niet gezegd. Het is te laat. George is getrouwd, en ook Eva heeft zich aan een andere man gebonden. Uit de weemoed van deze laatste ontmoeting met George, die ze met brandend hart heeft bemind, gaat ze terug naar huis bij Günther, naar de bekrompenheid van een karig bestaan, maar bij iemand die ze nodig heeft en zonder wie zij zich haar leven eigenlijk niet meer kan voorstellen…